# Mount Billing
Mount Billing ist ein keilförmiger, 1420 m hoher Berg im ostantarktischen Viktorialand. Er ragt in den Prince Albert Mountains zwischen Mount Mallis und Mount Bowen auf.
Das New Zealand Antarctic Place-Names Committee benannte ihn nach Graham John Billing (1936–2001), zuständig für die Öffentlichkeitsarbeit auf der Scott Base in den Jahren von 1962 bis 1964.